# Fiat 518
Fiat 518 är en personbil, tillverkad av den italienska biltillverkaren Fiat mellan 1933 och 1938.
518 fanns i ett stort antal utförande, med tre olika hjulbaser och två motor-storlekar att välja mellan. Den mindre modellen kallades Ardita 1750 och den större Ardita 2000. Den sportiga 518 S fanns bara med den större motorn i kortaste chassit.
Tillverkningen uppgick till 7 500 exemplar.

## Motorer
| Modell | Årsmodell | Motor             | Cylindervolym | Effekt | Bränslesystem   |
| ------ | --------- | ----------------- | ------------- | ------ | --------------- |
| 1750   | 1929-32   | 4-cyl radmotor sv | 1758 cm³      | 40 hk  | Enkel förgasare |
| 2000   | 1921-26   | 4-cyl radmotor sv | 1944 cm³      | 45 hk  | Enkel förgasare |